# 荔枝角北
荔枝角北（英語：Lai Chi Kok North，代號F18）是香港深水埗區議會下轄的選區，1994年設立，2007年採用現名，2023年取消，末任區議員為深水埗區議會主席兼香港民主民生協進會成員覃德誠。

## 範圍
選區位於長沙灣西部，現時包括長沙灣工業區（荔枝角站周圍）及興華街以北的住宅，與其相連的選區有幸福、荔枝角中、美孚北、元州、蘇屋和龍坪及上白田選區，亦有葵青區議會的荔華選區。選區名稱來自原有荔枝角選區，投票站設於五邑工商總會學校。

## 沿革
現時荔枝角北選區可以追溯到九十年代設立的荔枝角選區。1993年港督彭定康推行政改方案改革區議會，取消所有委任議席及雙議席選區制度，全面實行單議席單票制，並改由選區分界及選舉事務委員會制定，區議會選區數目亦隨人口變動而大幅增加，荔枝角選區亦在當時由荔枝角及元州雙議席選區分拆為元州選區及荔枝角選區。荔枝角選區包括長發街以北至蝴蝶谷道的範圍與及當時全島屬於軍事用地的昂船洲。由於荔枝角道以南為船廠等重工業，加上廣成街長沙灣徑至蝴蝶谷道之間為工業區，所以主要居住人口集中以廣成街、長沙灣道、興華街、保安道、永康街、集輝街包圍的地區為主。
1994年區議會選舉，港同盟匯點共同推薦藥劑師馬旗出選本區，而時任深水埗區議員鄭錦華由南昌東轉到本區爭取連任，結果馬以973票勝過鄭的342票成為首任區議員，港同盟匯點合併成立為民主黨，馬旗亦為創黨成員。
隨後荔枝角站附近工業樓宇開始重建成商業或工貿大廈，加上九十年代昂船洲及荔枝角道以南海域進行填海工程，海岸線由通州街及荔枝角道一帶船廠推展到昂船洲，形成現時海岸線，人口維持穩定。直至九十年代末、二千年初，荔枝角道以南由不同發展商發展成不同屋苑。
1999年區議會選舉南界調整到興華街，馬旗參選連任，民建聯則派出劉志明挑戰，結果馬以840票多於劉的509票而成功連任。2003年區議會選舉，馬旗轉到鄰近的蘇屋選區參選，民主黨派出莊志達接棒，而民主建港聯盟繼續由劉志明爭奪本區席位，結果莊以1,097票當選。
由於西九四小龍（即泓景臺、昇悅居、碧海藍天及宇晴軒合稱）及海麗邨於2004至2007年間入伙，原荔枝角選區（即現時荔枝角北、中和南選區）人口超出法例容許的上限，故此選管會於2007年劃出泓景臺、昇悅居及宇晴軒，成立本選區（而興華街以北的一些住宅則劃入蘇屋選區，其後再於2011年劃入幸福選區）。
2007年區議會選舉，選區人口估算約20,563人，其中有5,144位選民，原荔枝角選區區議員民主黨莊志達和新世紀論壇劉偉倫爭奪此新增議席，最終莊志達以1,484票擊敗對手。
2011年區議會選舉，當時人口估算約21,395人，其中有6,610位選民，本屆莊志達沒有競選連任，民主黨則派北區前區議員黃良喜參選，另有梁昭鴻、黎志良、獲九龍社團聯會支持的李祺逢和人民力量譚世傑競選此議席，在混戰下李祺逢以1,312票擊敗其他對手。
2015年區議會選舉，由於區內人口增加，2014年選舉管理委員會決定將荔枝角北選區分拆，將昇悅居、泓景臺和宇晴軒及2013年入伙的一號·西九龍劃成新選區荔枝角中，而荔枝角北選區縮少為長沙灣工業區，並加入原幸福選區內昌華街、兼善里附近一些住宅，大致回復九十年代的荔枝角選區，人口估算約14,042人，其中有4,411位選民。由於以泓景臺為基地的李祺逢留守荔枝角中選區加上荔枝角北範圍改變，本區被視為建制及泛民派未開發的白區。
由於屬幸福選區原有範圍，泛民主派由民協原幸福選區區議員覃德誠參選，建制派由獲九龍社團聯會支持的工程界人士黃敬參選。黃於2011年於參選東區康怡選區失敗，其後於本區設立社區、建造及工程專業發展中心，企圖以其工程界背景，吸引兼善里內不滿重建進度緩慢的選民。不過由於2015年7月鉛水事件中，黃敬與西九新動力的梁美芬緊密合作，更於香港電台城市論壇節目內，失儀地回應民主黨立法會議員對其建制派背景的質疑，最終失去中間選民支持。選舉期間另有曾參選行政長官的前民建聯成員胡世全競選此議席，結果在三人混戰下，覃德誠以1,173票擊敗其他對手（黃氏877票，胡氏64票）。
2019年區議會選舉，覃德誠以三分二得票的2,738票擊敗九龍社團聯會支持的周晉輝1,372票而連任。2021年8月12日，覃德誠獲選為深水埗區議會主席，接替於7月辭去區議員職務的楊彧。

## 歷屆議員
| 屆別           | 議員   | 政治聯繫 | 政治聯繫           |
| -------------- | ------ | -------- | ------------------ |
| 1994年－1999年 | 馬旗   |          | 民主黨             |
| 2000年－2003年 | 馬旗   |          | 民主黨             |
| 2004年－2007年 | 莊志達 |          | 民主黨             |
| 2008年－2011年 | 莊志達 |          | 民主黨             |
| 2012年－2015年 | 李祺逢 |          | 九 九社聯 → 經民聯 |
| 2016年－2019年 | 覃德誠 |          | 民協               |
| 2020年－2023年 | 覃德誠 |          | 民協               |

## 歷屆選舉結果
| 政党   | 政党       | 候选人    | 票数  | %     | ±      |
| ------ | ---------- | --------- | ----- | ----- | ------ |
|        | 民協       | ①. 覃德誠 | 2,738 | 66.62 | ▲11.13 |
|        | 西九新動力 | ②. 周晉輝 | 1,372 | 33.38 | ▼8.10  |
| 多数票 | 多数票     | 多数票    | 1,366 | 33.24 | ▲19.23 |

| 政党   | 政党         | 候选人    | 票数  | %     | ±      |
| ------ | ------------ | --------- | ----- | ----- | ------ |
|        | 民協         | ①. 覃德誠 | 1,173 | 55.49 | 不適用 |
|        | 无党籍       | ②. 胡世全 | 64    | 3.03  | 不適用 |
|        | 九龍社團聯會 | ③. 黃敬   | 877   | 41.48 | 不適用 |
| 多数票 | 多数票       | 多数票    | 296   | 14.01 | 不適用 |

| 政党   | 政党         | 候选人    | 票数  | %     | ±      |
| ------ | ------------ | --------- | ----- | ----- | ------ |
|        | 无党籍       | ①. 黎志良 | 300   | 9.66  | 不適用 |
|        | 人民力量     | ②. 譚世傑 | 174   | 5.6   | 不適用 |
|        | 九龍社團聯會 | ③. 李祺逢 | 1,312 | 42.25 | 不適用 |
|        | 无党籍       | ④. 梁昭鴻 | 334   | 10.76 | 不適用 |
|        | 民主黨       | ⑤. 黃良喜 | 985   | 31.72 | ▼37.59 |
| 多数票 | 多数票       | 多数票    | 327   | 10.53 | ▼28.10 |

| 政党   | 政党   | 候选人    | 票数  | %     | ±      |
| ------ | ------ | --------- | ----- | ----- | ------ |
|        | 民主黨 | ①. 莊志達 | 1,484 | 69.31 | 不適用 |
|        | 新論壇 | ②. 劉偉倫 | 657   | 30.69 | 不適用 |
| 多数票 | 多数票 | 多数票    | 827‬   | 38.63 | 不適用 |

| 政党   | 政党   | 候选人    | 票数  | %     | ±      |
| ------ | ------ | --------- | ----- | ----- | ------ |
|        | 民主黨 | ①. 莊志達 | 1,097 | 71.51 | 不適用 |
|        | 民建聯 | ②. 劉志明 | 437   | 28.49 | 不適用 |
| 多数票 | 多数票 | 多数票    | 660   | 43.02 | 不適用 |

| 政党   | 政党   | 候选人    | 票数 | %     | ±      |
| ------ | ------ | --------- | ---- | ----- | ------ |
|        | 民主黨 | ①. 馬旗   | 840  | 62.27 | 不適用 |
|        | 民建聯 | ②. 劉志明 | 509  | 37.73 | 不適用 |
| 多数票 | 多数票 | 多数票    | 331  | 24.54 | 不適用 |

| 政党   | 政党           | 候选人 | 票数 | %     | ±      |
| ------ | -------------- | ------ | ---- | ----- | ------ |
|        | 港同盟（匯點） | 馬旗   | 973  | 73.99 | 新選區 |
|        | 無黨派         | 鄭錦華 | 342  | 26.01 | 新選區 |
| 多数票 | 多数票         | 多数票 | 631  | 47.98 | 新選區 |